# Edmund Baidoo
Edmund Baidoo (Ghana, 30 de enero de 2006) es un futbolista ghanés que juega de delantero en el Red Bull Salzburgo de la Bundesliga austríaca.

## Trayectoria
El Sogndal comenzó a ojear jugadores ghaneses a principios de la década de 2010, cuando el director deportivo Håvard Flo trajo a Gilbert Koomson y Mahatma Otoo a Fosshaugane. Flo mantuvo su red de contactos durante la década siguiente, y consiguió fichar a Edmund Baidoo en el invierno de 2024, gracias a las "relaciones" de Flo en Ghana, así como a "una sólida dosis de suerte". Se incorporó a la concentración del Sogndal en el invierno de 2024 y, además de impresionar por su habilidad, pareció ser capaz de integrarse en el fútbol noruego. Fue fichado del Asanska como extremo para operar a lo ancho del campo, a diferencia del extremo del Sogndal Sondre Ørjasæter, ya vendido, que normalmente buscaba el espacio en el centro. Baidoo también fue comparado con Akor Adams, que fichó por el Sogndal procedente del África occidental a una edad similar. Nunca había viajado fuera de Ghana.
Debutó en liga con el Sogndal contra el recién descendido Vålerenga, e inmediatamente dejó su impronta con una asistencia]]. Cuando volvió a marcar en el tercer partido de la temporada, Sogn Avis vio en las gradas al agente del jugador Jim Solbakken, así como a representantes de Bodø/Glimt, Brann y Molde. En mayo de 2024 Expressen' informó de un supuesto interés en Baidoo por parte del Malmö FF. Los medios de comunicación belgas informaron del interés de ese país. En junio, marcó el gol de la victoria contra el Lyn en la primera victoria a domicilio del año del Sogndal. En el siguiente partido, marcó un gol y asistió en el otro, lo que llevó al comentarista a calificar a Baidoo de "joya".
El 29 de agosto de 2024 fichó por el Red Bull Salzburgo, con un contrato permanente de cinco años.

## Estadísticas

### Clubes
Actualizado al último partido disputado el 2 de noviembre de 2024.
| Club                         | Div.          | Temporada     | Liga  | Liga  | Liga   | Copas nacionales | Copas nacionales | Copas nacionales | Copas internacionales | Copas internacionales | Copas internacionales | Total | Total | Total  |
| Club                         | Div.          | Temporada     | Part. | Goles | Asist. | Part.            | Goles            | Asist.           | Part.                 | Goles                 | Asist.                | Part. | Goles | Asist. |
| ---------------------------- | ------------- | ------------- | ----- | ----- | ------ | ---------------- | ---------------- | ---------------- | --------------------- | --------------------- | --------------------- | ----- | ----- | ------ |
| Sogndal Fotball · Noruega    | 2.ª           | 2024          | 19    | 7     | 3      | 3                | 2                | 3                | —                     | —                     | —                     | 22    | 9     | 6      |
| Sogndal Fotball · Noruega    | Total club    | Total club    | 19    | 7     | 3      | 3                | 2                | 3                | 0                     | 0                     | 0                     | 22    | 9     | 6      |
| Red Bull Salzburgo · Austria | 1.ª           | 2024-25       | 4     | 1     | 0      | 2                | 1                | 0                | —                     | —                     | —                     | 6     | 2     | 0      |
| Red Bull Salzburgo · Austria | Total club    | Total club    | 4     | 1     | 0      | 1                | 2                | 0                | 0                     | 0                     | 0                     | 6     | 2     | 0      |
| Total carrera                | Total carrera | Total carrera | 23    | 8     | 3      | 5                | 3                | 3                | 0                     | 0                     | 0                     | 28    | 11    | 6      |